# Jacob Erhardt Vilhelm Gemzøe
Jacob Erhard Wilhjelm Gemzøe (født 25. juli 1896, død 4. april 1986) var en dansk skakspiller, der vandt danmarksmesterskabet i skak i 1928.

## Karriere
Fra 1920'erne til 1940'erne var Gemzøe blandt de stærkeste danske spillere. Han deltog adskillige gange i finalen ved danmarksmesterskabet, og i 1928 blev han mester. Han delte også 1.-2. pladsen med Erik Andersen i 1932, men blev nummer to efter ekstra partier.
Jacob Gemzøe spillede for Danmark ved skakolympiaden:
- I 1928 på tredje bræt i Haag (+7, =2, -7),
- I 1930 på reservebræt i Hamburg (+2, =2, -8),
- I 1933 på tredje bræt i Folkestone (+0, =5, -5).